# چندپارا
چندپارا (به انگلیسی: Chandpara) یک منطقهٔ مسکونی در هند است که در Gaighata community development block واقع شده‌است. چندپارا ۷٬۱۱۳ نفر جمعیت دارد و ۱۰ متر بالاتر از سطح دریا واقع شده‌است.